# Wanz
Michael Wansley, född 9 oktober 1961 i Seattle, känd under sitt artistnamn Wanz , är en amerikansk hiphop-artist. Wansley är även verksam inom andra musikgenrer, inklusive R&B, soul och pop. Wanz blev mest känd som rapparen i singeln "Thrift Shop" av duon Macklemore & Ryan Lewis, som vann två Grammys för Best Rap Performance och Best Rap Song.

## Biografi
Wansley började uppträda i kyrkan, skolan och på gatan. Han lärde känna jazz och pop tidigt och studerade jazz i skolan. Han har uppträtt sedan början av 1980-talet. Vid 21 års ålder bildade han Boys Will Be Boys, ett band som till exempel gjorde covers på INXS musik. I början av 1990-talet var Wansley basist i Seattle-baserade bandet The Rangehoods, och tog över efter Bruce Hewes. Han var också basist och sångare i hardfunk-bandet, Lifering, med David Scott Cameron på gitarr, Jeff Sten på gitarr och David Nielsen på trummor. Han var senare frontman för bandet Ghetto Monks.  
Wansley avlade examen vid Lakes High School i Lakewood, Washington. Wanz har turnerat med Macklemore och Ryan Lewis och spelat med dem på till exempel Ellen DeGeneres Show, Late Night with Jimmy Fallon och Saturday Night Live. Han är också med i den officiella musikvideon. 
Wanz har även skrivit en bok, #The Book of Wanz. År 2015 återvände Wansley till sitt arbete som testingenjör för mjukvaruföretaget Tableau samt arbetar på ny musik.